# Kenneth W. Zeigler
Kenneth W. Zeigler, en amerikansk astronom.
Minor Planet Center listar honom som K. W. Zeigler och som upptäckare av 3 asteroider.

## Asteroider upptäckta av Kenneth W. Zeigler
| 3909 Gladys      | 15 maj 1988     |
| 6854 Georgewest  | 20 oktober 1987 |
| (11864) 1989 NH1 | 10 juli 1989    |